# Billy Talent II
Billy Talent II je třetí řádové studiové album kanadské kapely Billy Talent vydané 27. června 2006. V prvním týdnu album ihned zaujalo první příčky v kanadských a německých hitparádách. Takový úspěch ale nezaznamenalo v Americe, kde se umístilo na 134. místě v prestižní Billboard 200 s pouze 7 231 prodanými výlisky za první týden.
Album má méně agresivní vokály a texty, než předchozí album, ve znamení dospělosti kapely a jejich členů. Více skladeb se zabývá situacemi z reálného života, což ocenili fanoušci i kritici.
Vložená knížka s texty byla ztvárněna Henry Fongem, který pro každou skladbu vytvořil korespondující obrázek.
Album leaklo na torrenty 19. června 2006. Kapela posléze dočasně uvolnila celé album na své Myspace stránce.
Na přelomu roku 2005 kapela pomalu uvolňovala některé skladby. Demo "Red Flag" kolovalo Internetem i přesto, že se už dříve objevilo na soundtracích k Burnout Revenge, Burnout Legends, SSX On Tour, NHL 06 a na kompilaci Black by Popular Demand.
"Devil In A Midnight Mass" byl první singl. Demo skladby bylo uvolněno na Myspace a Purevolume kapely na Štědrý den roku 2005. Oficiálně singl vyšel 20. dubna 2006. Druhým singlem byla skladba "Red Flag". Videoklip se natáčel v Los Angeles v Kalifornii a to 21. července 2006.
Den po vydání alba kapela zahrála koncert Intimate & Interactive na stanici MuchMusic, na parkovišti CHUM-City Building v Torontu. Byl s nimi také proveden rozhovor s VJem stanice Devon Soltendieckem a diváci se mohli kapely ptát pomocí telefonů, e-mailů a videofonů.
"Surrender" byla uvolněna volně ke stažení výhradně na Den svatého Valentýna v roce 2006. V rozhovoru pro MuchMusic kapela uvedla, že skladba má být lovesong. Nahrávky z rádia této skladby, stejně jako "Covered in Cowardice", "This Suffering" a horší verze "Worker Bees" byly k dispozici několik týdnů před vydáním alba.
Druhé video k "Fallen Leaves" bylo natočeno první dva dny v listopadu 2006 v Los Angeles v Kalifornii. Poprvé byl hrán na stanici Much on Demand v Kanadě na 27. listopadu, celosvětově týden nato.
Kapela hrála živě na rádiu BBC 1 pro Mike Daviese 12. září, kdy byly slyšet skladby "Red Flag", "Devil In A Midnight Mass" a "This Suffering".
22. listopadu kapela poprvé vystoupila v America a to v Late Night with Conan O'Brien, když zahráli "Red Flag".
12. ledna 2007 byl videoklip "Fallen Leaves" uvolněn do Velké Británie pro stanice Kerrang TV, Scuzz a MTV2.
V únoru 2007 byl natočen v Německu třetí klip pro "Surrender". 2. dubna byl v Německu i poprvé k vidění.
V dubnu 2007 album získalo cenu Juno pro nejlepší rockové album roku.

## Ocenění
- 3x Zlatá deska

Německo 300 000 výlisků
- 2x Platinová deska

Kanada 200 000 výlisků
- 1x Platinová deska

Rakousko 30 000 výlisků
Celosvětový odhad prodejnosti je 1 000 000 výlisků.

## Žebříčky
| Hitparáda             | Umístění |
| --------------------- | -------- |
| Canadian Albums Chart | 1        |

## Seznam skladeb
1. "Devil in a Midnight Mass" – 2:51
2. "Red Flag" – 3:16
3. "This Suffering" – 3:57
4. "Worker Bees" – 3:44
5. "Pins and Needles" – 3:11
6. "Fallen Leaves" – 3:19
7. "Where Is the Line?" – 3:49
8. "Covered in Cowardice" – 4:12
9. "Surrender" – 4:06
10. "The Navy Song" – 4:31
11. "Perfect World" – 3:06
12. "Sympathy" – 3:18
13. "Burn the Evidence" – 3:40

### Bonusové skladby
1. "Beach Balls" – 3:51 (Best Buy vydání (pouze v Americe), původně vydáno na Try Honesty EP)
2. "When I Was a Little Girl" – 2:11 (Best Buy vydání (pouze v Americe), původně vydáno na albu Watoosh!)
3. "Ever Fallen in Love (With Someone You Shouldn't've)|Ever Fallen in Love? (With Someone You Shouldn't've)" (coververze od Buzzcocks, k dispozici na iTunes)
4. "Fallen Leaves (Live)" (uvolněno pouze ke stažení)

## Účinkující
- Benjamin Kowalewicz – zpěv
- Ian D'Sa – kytara, zpěv
- Jonathan Gallant – basová kytara, zpěv
- Aaron Solowoniuk – bicí